# Will Hodgman

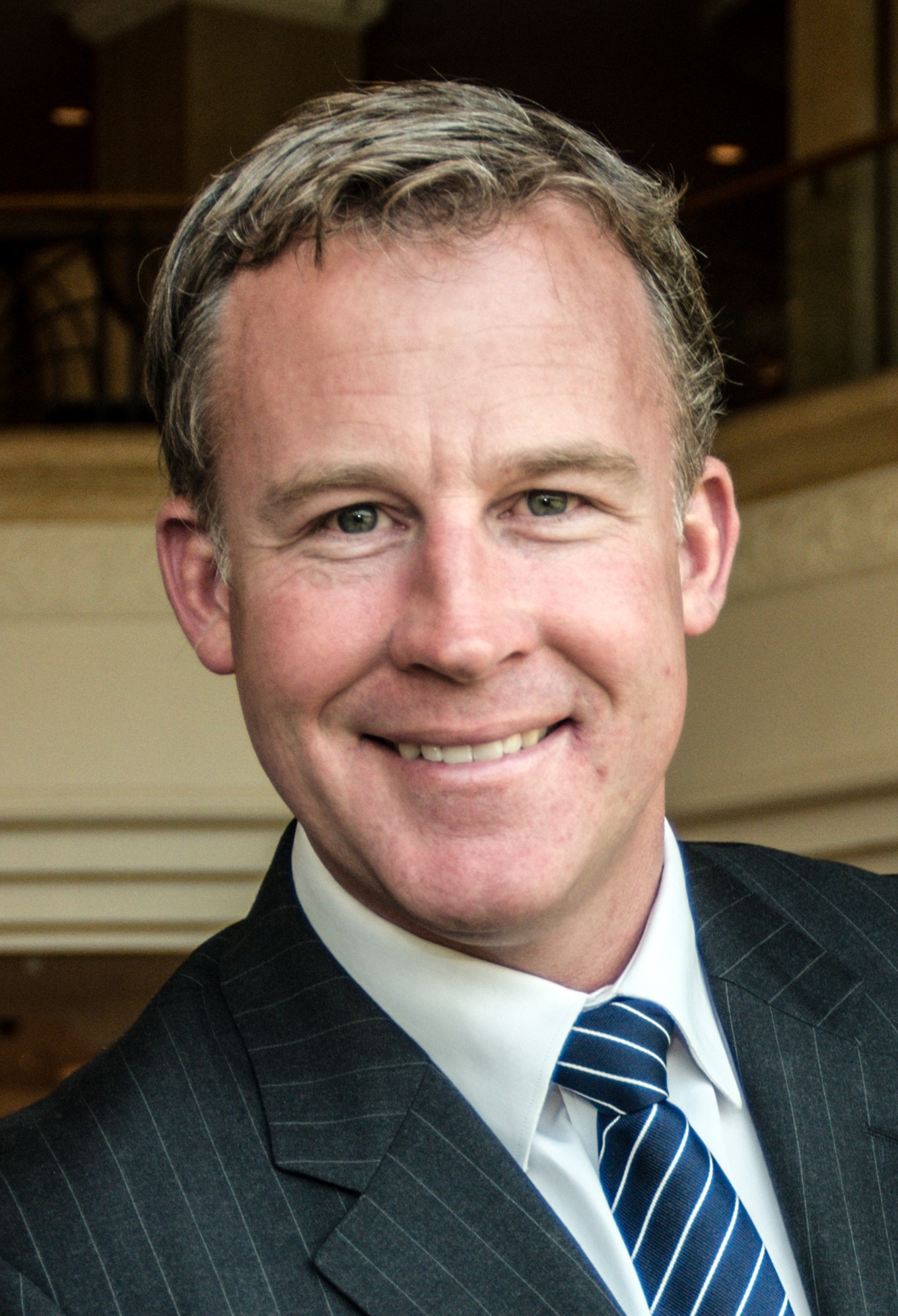
Will Hodgman (2012)

William „Will“ Edward Felix Hodgman (* 20. April 1969 in Hobart, Tasmanien) ist ein australischer Politiker der Liberal Party of Australia, der vom 31. März 2014 bis 14. Januar 2020 Premierminister von Tasmanien war.

## Leben
Hodgman stammte aus einer politisch einflussreichen Familie in Tasmanien und ist Sohn von William Michael Hodgman, der zwischen 1966 und 1974 Mitglied des Senats (Tasmanian Legislative Council) sowie von 1992 bis 1998 und erneut von 2001 bis 2010 Mitglied des Repräsentantenhauses (Tasmanian House of Assembly) sowie Minister unter Malcolm Fraser (1980–1983) und mehrmals Minister von Schattenkabinetten der Liberal Party war. Sein Großvater William „Bill“ Clark Hodgman war zwischen 1955 und 1964 Mitglied des House of Assembly sowie später von 1971 bis 1983 Mitglied des Legislative Council und zuletzt von 1981 bis 1983 dessen Präsident. Darüber hinaus war sein Onkel Peter Hodgman, ein jüngerer Bruder seines Vaters, von 1974 bis 1986 Mitglied des Legislative Council sowie anschließend zwischen 1986 und 2001 Mitglied des House of Assembly.
Er selbst absolvierte zunächst ein grundständiges Studium an der University of Tasmania (UTAS), das er mit einem Bachelor of Arts (B.A.) abschloss, sowie anschließend dort auch ein postgraduales Studium der Rechtswissenschaften, welches er mit einem Bachelor of Laws (LL.B.) beendete.
Am 20. Juli 2002 wurde er für die Liberal Party erstmals zum Mitglied des House of Assembly gewählt und vertrat dort anschließend den Wahlkreis Franklin. Unmittelbar nach seiner Wahl wurde er stellvertretender Oppositionsführer, ehe er am 30. März 2006 Oppositionsführer wurde.
Am 31. März 2014 wurde Will Hodgman Premierminister von Tasmanien und löste damit Lara Giddings von der Australian Labor Party ab. Er ist damit der erste Premierminister Tasmaniens der Liberal Party seit 1998.
Bei der vorausgegangenen Parlamentswahl vom 15. März 2014 kam Hodgmans Liberal Party auf 167.051 Stimmen (51,22 Prozent) und konnte damit ihr Ergebnis um 12,23 Prozentpunkte verbessern. Durch den Zugewinn von fünf Mandaten verfügen die Liberalen mit 15 der 25 Sitze im House of Assembly über eine absolute Mehrheit. Die Labor Party der bisherigen Premierministerin Giddings gewann nur noch 89.130 Stimmen (27,33 Prozent) und verlor drei ihrer zehn Mandate. Wahlverlierer war auch der bisherige Koalitionspartner Tasmanian Greens, die ebenfalls zwei ihrer fünf Mandate verlor, woraufhin Nick McKim, zuvor Minister für Strafvollzug, Verbraucherschutz, nachhaltigen Verkehr, Bildung und Fähigkeit im Kabinett Giddings, als Parteivorsitzender der Grünen zurücktrat und durch Kim Booth abgelöst wurde.
Seit Februar 2021 ist Hodgman der australische Hochkommissar in Singapur.